# Léon Glovacki
Léon Glovacki (Libercourt, 19 febbraio 1928 – Ginevra, 9 settembre 2009) è stato un calciatore e allenatore di calcio francese, di origini polacche.

## Carriera

### Giocatore

#### Club
Iniziò la sua carriera nei dilettanti di Diouai (oggi squadra professionista) e nel 1952 si trasferì allo Stade de Reims dove compose un temibile trio d'attacco con Abraham Appel e Raymond Kopa, contribuendo alla conquista della Coppa Latina l'anno successivo.
Nel 1956 fu finalista della Coppa dei Campioni con lo Stade de Reims. L'anno dopo, passò al Monaco (1957-1959) e poi si trasferì nel Saint-Étienne. Tornò a Reims dove concluse la sua carriera nel 1962.

#### Nazionale
Nel 1953 debuttò nella Nazionale francese, nell'amichevole contro il Lussemburgo vinta dai Bleus per 6-1. Nel 1954 partecipò alla Coppa del Mondo.

### Allenatore
Dopo aver chiuso la carriera come giocatore, Glovacki allenò il Digione, l'Olympique Avignone e l'Annecy.

## Palmarès

### Club

#### Competizioni nazionali
- Campionato francese: 3

Stade de Reims: 1952-1953, 1954-1955, 1961-1962
- Supercoppa francese: 1

Stade de Reims: 1955

#### Competizioni internazionali
- Coppa Latina: 1

Stade de Reims: 1953